# Blumhouse’s Der Hexenclub
Blumhouse’s Der Hexenclub (Originaltitel: The Craft: Legacy) ist ein US-amerikanischer Horrorfilm aus dem Jahr 2020. Der Film ist eine Fortsetzung bzw. ein Remake des Films Der Hexenclub von 1996. Die Regie führte Zoe Lister-Jones, Hauptdarsteller sind Cailee Spaeny, Gideon Adlon, Lovie Simone und Zoey Luna.

## Handlung
Die Teenagerin Lily zieht mit ihrer Mutter Helen in eine neue Stadt, weil diese mit Adam einen neuen Mann gefunden hat. Lily ist davon (und von ihren neuen drei Stiefbrüdern) wenig begeistert und blamiert sich noch dazu an ihrem ersten Tag an der neuen Schule. Immerhin freundet sie sich schnell mit ihren drei neuen Mitschülerinnen Frankie, Tabby und Lourdes an, die sie in ihren Hexenzirkel aufnehmen. Schon bald entdeckt Lily, dass sie nun tatsächlich über magische Kräfte verfügt und diese zu ihrem Vorteil einsetzen kann.

## Besetzung und Synchronisation
Die deutschsprachige Synchronisation entstand unter der Dialogregie von Debora Weigert nach dem Dialogbuch von Nathan Bechhofer durch die Synchronfirma SDI Media Germany in Berlin und in München.
| Rolle       | Darsteller         | Synchronsprecher         |
| ----------- | ------------------ | ------------------------ |
| Lily        | Cailee Spaeny      | Paulina Rümmelein        |
| Adam        | David Duchovny     | Benjamin Völz            |
| Helen       | Michelle Monaghan  | Claudia Urbschat-Mingues |
| Lourdes     | Zoey Luna          | Laura Maire              |
| Frankie     | Gideon Adlon       | Marisa Sedlmeir          |
| Tabby       | Lovie Simone       | Leslie-Vanessa Lill      |
| Timmy       | Nicholas Galitzine | Max Felder               |
| Nancy Downs | Fairuza Balk       | Sandra Schwittau         |

## Auszeichnungen
GLAAD Media Awards 2021
- Nominierung in der Kategorie Outstanding Film – Wide Release[4]